# Голендухино

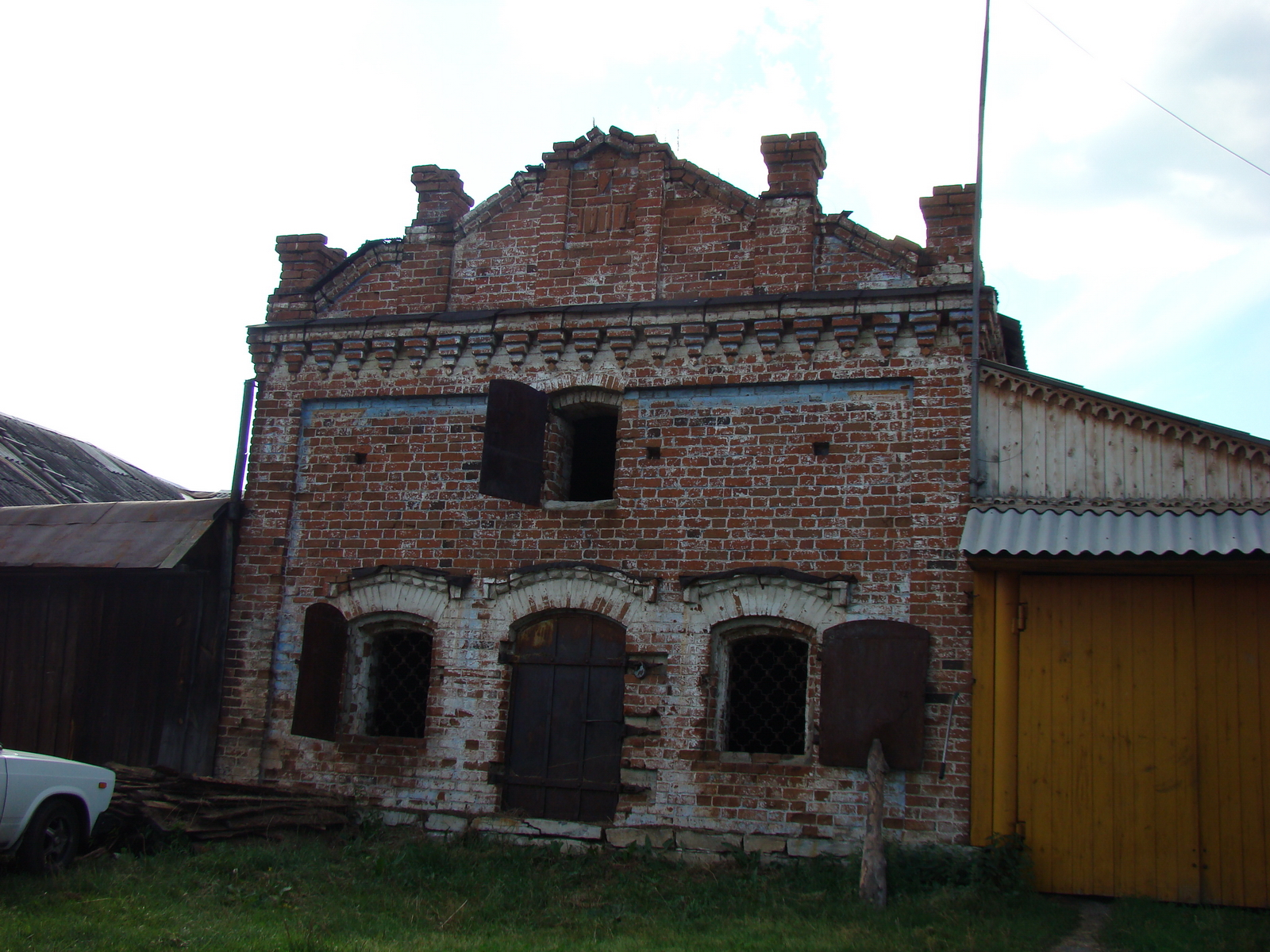
Старинное здание в деревне

Голендухино — деревня в Режевском городском округе Свердловской области, Россия.

## География
Деревня Голендухино муниципального образования «Режевского городского округа» расположена в 9 километрах (по автотрассе в 10 километрах) к северу от города Реж, в устье ручья (левого притока реки Реж). В окрестностях деревни, на правом берегу реки Реж расположены геоморфологические и ботанические природные памятники — береговые скалы Большой Камень и Брагино.

## История
Голендуха на старорусском означает женщина в платье, которое не прикрывает голень, бедно одетая женщина.
В начале XX века в окрестностях было найдено месторождение никелевой руды, на базе которого в 1936 году была запущена первая шахтная печь Режевского никелевого завода.

## Вознесенская церковь
В 1915 году была перестроена из часовни деревянная, однопрестольная церковь, которая была освящена в честь Вознесения Господня. Храм был закрыт в 1935 году.

## Население
| 2002 | 2010 | 2021 |
| ---- | ---- | ---- |
| 262  | ↗294 | ↗343 |